# Koliganek (Alaska)
Koliganek es un lugar designado por el censo ubicado en el Área censal de Dillingham en el estado estadounidense de Alaska. En el Censo de 2010 tenía una población de 209 habitantes y una densidad poblacional de 4,82 personas por km².

## Geografía
Koliganek se encuentra en las coordenadas 59°42′9″N 157°13′6″O / 59.70250, -157.21833. Según la Oficina del Censo de los Estados Unidos, Koliganek tiene una superficie total de 43.36 km², de la cual 43.3 km² corresponden a tierra firme y (0.12%) 0.05 km² es agua.

## Demografía
Según el censo de 2010, había 209 personas residiendo en Koliganek. La densidad de población era de 4,82 hab./km². De los 209 habitantes, Koliganek estaba compuesto por el 3.35% blancos, el 0% eran afroamericanos, el 95.69% eran amerindios, el 0% eran asiáticos, el 0% eran isleños del Pacífico, el 0% eran de otras razas y el 0.96% pertenecían a dos o más razas. Del total de la población el 0% eran hispanos o latinos de cualquier raza.

## Localidades adyacentes
El siguiente diagrama muestra a las localidades más próximas a Koliganek.